# Бриспорт (Њујорк)
Бриспорт (енгл. Breesport) насељено је место без административног статуса у америчкој савезној држави Њујорк.

## Демографија
По попису из 2010. године број становника је 626.
| Група             | 2000.    | 2010.       |
| Белци             | 0 (0,0%) | 608 (97,1%) |
| Афроамериканци    | 0 (0,0%) | 2 (0,3%)    |
| Азијати           | 0 (0,0%) | 3 (0,5%)    |
| Хиспаноамериканци | 0 (0,0%) | 11 (1,8%)   |
| Укупно            | 0        | 626         |